# Acer japonicum
Acer japonicum (ibland kallad japansk lönn – se även japansk lönn) är en kinesträdsväxtart som beskrevs av C.P. Thunberg och A. Murray. Acer japonicum ingår i släktet lönnar, och familjen kinesträdsväxter. Inga underarter finns listade i Catalogue of Life.